# Balade – Kada se nađem u predjelu noći
Balade – Kada se nađem u predjelu noći kompilacijski je album splitskog pop i rock sastava Đavoli, kojeg 1989. godine objavljuje diskografska kuća Jugoton.

## Popis pjesama
1. "Dugo, toplo, ljeto"
  - Neno Belan – Robert Čaleta – Neno Belan
2. "Dani ljubavi"
  - Neno Belan – Robert Čaleta – Neno Belan
3. "Nebo vraća osmijehe"
  - Neno Belan – Robert Čaleta – Neno Belan
4. "Dok tebe ljubim"
  - Neno Belan – Neno Belan – Neno Belan
5. "Bambina"
  - Neno Belan – Robert Čaleta – Neno Belan
6. "Na kraju sna"
  - Neno Belan – Jakša Matošić Navigator – Željko Brodarić Jappa
7. "Pričaj mi o ljubavi"
  - Neno Belan – Robert Čaleta – Neno Belan
8. "Ostani uz mene"
  - Neno Belan – Jakša Matošić Navigator – Željko Brodarić Jappa
9. "Ponoćna serenada"
  - Neno Belan – Jakša Matošić Navigator – Željko Brodarić Jappa
10. "Posljedni ples"
  - Neno Belan – Robert Čaleta – Neno Belan

## Vanjske poveznice
- Diskografija - Recenzija albuma